# Les Mystères d'Angkor
Pour plus de détails, voir Fiche technique et Distribution.
Les Mystères d'Angkor (titre Herrin der Welt - Teil I - Teil II, titre italien : Il mistero dei tre continenti) est un film d'espionnage franco-italo-allemand réalisé par William Dieterle, en deux parties, sorti en 1960.
C'est un remake du film Die Herrin der Welt de Joe May sorti en 1919.

## Synopsis
Le physicien suédois Johanson, directeur de l'Institut de Physique Nucléaire, vient de découvrir le moyen d'exploiter l'énergie de la fusion de noyaux atomiques, découverte de portée révolutionnaire. Aussi les services secrets suédois chargent-il un de leurs agents, Peter Lundström, de protéger l'inventeur d'une tentative d'enlèvement. Lundström, toujours sur les talons du Pr. Johanson, fait connaissance avec sa fille Karin, une jeune femme blonde très séduisante qui assiste son père dans ses recherches. Une ultime expérience aboutit à une explosion dévastatrice qui envoie Johanson, blessé, à l'hôpital, et révèle aussi au monde la puissance du procédé de fusion ; une bande de trafiquants internationaux cherche désormais par tous les moyens à s'emparer de cette découverte.
Karin, qui a repris les travaux de son père, tombe bientôt dans les filets de l'organisation internationale mystérieuse ; quant à son père, il se met à l'abri dans un monastère du fin fond du Cambodge pour échapper à cette bande et terminer sa convalescence. Mais les malfaiteurs sont parvenus à s'emparer des plans du réacteur et Karin se met en tête de faire échouer leurs projets avec l'aide de Lundström. Cette quête emmène le couple tout autour du globe, jusqu'à ce qu'ils démasquent le cerveau du complot : une certaine Madame Latour, dont les sbires viennent finalement de localiser la retraite du Dr. Johanson.

## Fiche technique
- Titre : Les Mystères d'Angkor
- Titre original en allemand : Herrin der Welt (Mystères du monde) - Teil I (1re partie) - Teil II (2e partie)
- Titre original en italien : Il mistero dei tre continenti
- Réalisation : William Dieterle
- Scénario : Jo Eisinger, Harald G. Petersson
- Photographie : Richard Angst
- Montage : Jutta Hering, Borys Lewin
- Musique originale : Roman Vlad
- Son : Clemens Tütsch
- Direction artistique : Ralph Baum
- Décors : Helmut Nentwig, Willy Schatz
- Costumes : Claudia Hahne-Herberg, Edith Oakes
- Effets spéciaux : Ernst Kunstmann
- Production : Artur Brauner, William Dieterle
- Société de production : Central Cinema Company Film (CCC), Continental Produzione, Franco London Films
- Pays de production :  Allemagne de l'Ouest,  France,  Italie
- Langue : Allemand
- Format : Couleur — 35 mm — 1,37:1 — Mono
- Genre : Film d'aventure, Film de science-fiction, Film d'espionnage
- Durée : 98 minutes (1re partie)   /  89 minutes (2e partie)
- Dates de sortie : 
  - Allemagne de l'Ouest : 14 avril 1960 (1re partie) / 26 avril 1960 (2e partie)
  - France : 12 octobre 1960 (1re partie)
- Affiche : Guy-Gérard Noël (France)

## Distribution
- Lino Ventura  (V.F : Lui-même) : Biamonte
- Micheline Presle  (V.F : Elle-même) : Mme Latour
- Charles Régnier : Norvald
- Gino Cervi  (V.F : Pierre Morin) : Professeur Johanson
- Carlos Thompson  (V.F : Marc Cassot) : Peter Lundström
- Martha Hyer  (V.F : Martine Sarcey) : Karin Johanson
- Wolfgang Preiss  (V.F : Rene Arrieu) : Brandes
- Carl Lange  (V.F : Marc Valbel) : Berakov
- Leon Askin  (V.F :  Jean Clarieux) : Fernando
- Valéry Inkijinoff  (V.F : Lui-même) : Priester
- Hans Nielsen  (V.F : Jean-Henri Chambois) : colonel Dagget
- Jean-Claude Michel  (V.F : lui-même) : Ballard
- Rolf von Nauckhoff : Dalkin
- Georges Rivière  (V.F : Lui-même) : Logan
- Jack Blum : Bertrand
- Carlo Giustini : Seemann John
- Sabu  (V.F : Michel Francois)  : Docteur Lin-Chor
- Wolfgang Kuhne (V.F : Serge Lhorca) : médecin
- Eleonore Tappert (V.F : Marie Francey)  : Selma